# Duinbergen
Duinbergené uma vila belga do município de Knokke-Heist, na província de Flandres Ocidental. Situada perto da costa, possui várias villas turísticas.